# Аполлон-4
Аполлон-4 (англ. Apollo-4) або Аполлон-Сатурн 501 (англ. Apollo-Saturn 501, AS-501) — випробувальний безпілотний запуск ракети «Сатурн V» з космічним кораблем серії «Аполлон» і макетом місячного модуля. Перший запуск зі стартового комплексу 39А космічного центру Кеннеді на острові Меррітт у Флориді. Перший запуск «Сатурн V» з використанням ступенів «S-IC» і «S-II». Перший перезапуск третього ступеня «S-IVB» у польоті. У польоті випробувалися командний і службовий модуль першого блоку з деякими змінами для тестування кількох ключових змін другого блоку, зокрема теплового екрана при моделюванні швидкості й кута повернення з Місяця.
Запуск відбувся 9 листопада 1967. Політ тривав майже дев'ять годин і закінчився приводненням у Тихому океані, з виконанням усіх цілей місії. НАСА визначило політ повністю успішним, оскільки відбулася перевірка роботи «Сатурн V», що було важливим кроком на шляху до досягнення головної мети програми Аполлон: посадка астронавтів на Місяці і безпечне повернення їх до кінця десятиліття.

## Опис

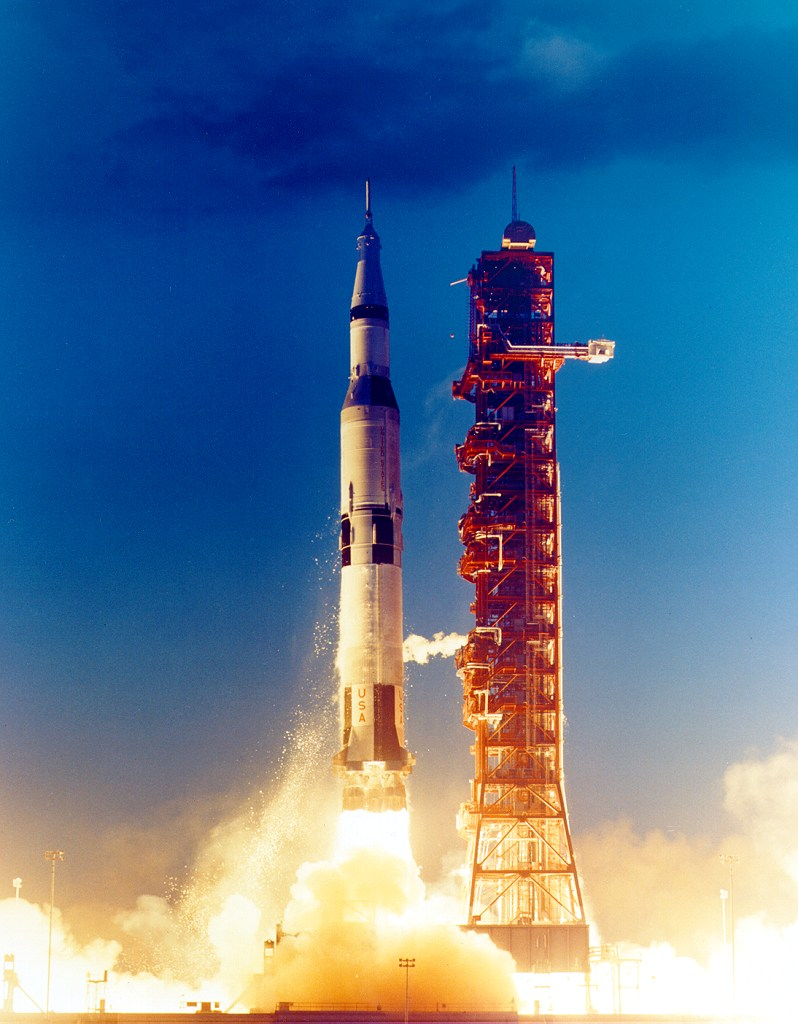
Запуск ракети «Сатурн V» з «Аполлоном».

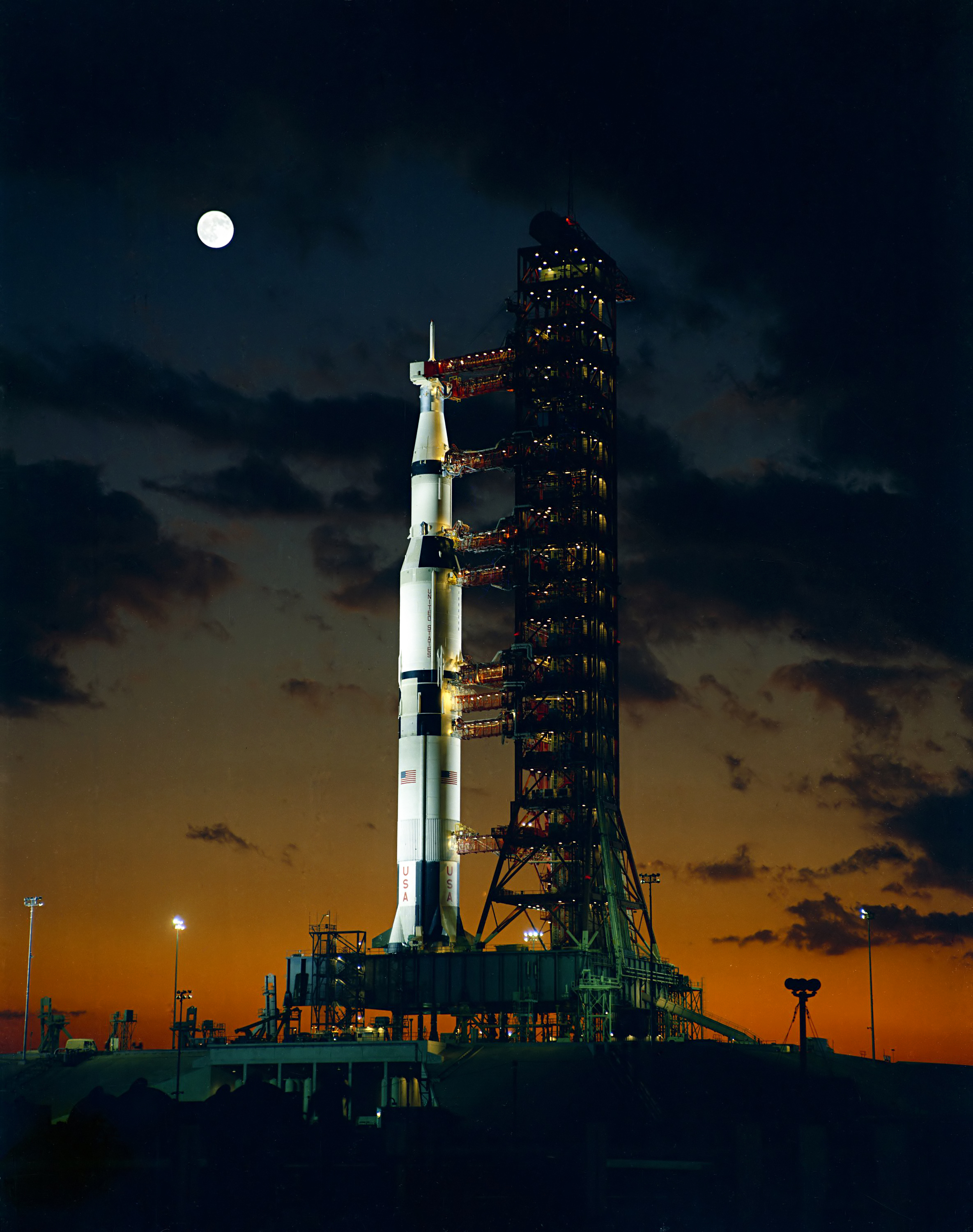
9 листопада 1967 року

У польоті використовували: ракету-носій «Сатурн V» (SA-501); з трьох ступенів (S-IC, S-II, S-IVB), відсіку приладів, перехідника місячного модуля, корабель «Аполлон-17» у складі командного і службового відсіків, систему порятунку на старті.

## Задачі польоту
Перший запуск зі стартового комплексу 39А (який було побудовано спеціально для «Сатурн V») перші льотні випробовування ракети-носія «Сатурн V» та її ступенів «S-IC» і «S-II», випробування об'єднаного апарата «Аполлон — Сатурн V», перший перезапуск третього ступеня «S-IVB» у польоті, випробування теплозахисту, перевірка операцій при посадці, заправка на старті та динамічні характеристики, розділення ступенів, робота підсистем і наземних допоміжних об'єктів.
На борту ракети і корабля було встановлено 4098 вимірювальних приладів, що забезпечували контроль за випробовуваннями.

## Підготовка
У середини 1966 року очікувалося здійснити запуск до кінця року. Через проблеми з виготовленням другого ступеня його доставку на космодром перенесли з липня на жовтень.
13 серпня другий ступінь було доставлено на випробувальний полігон, де відбулася затримка внаслідок виявлених тріщин. Доставка на космодром була відкладена на середину листопада.
14 серпня літаком на космодром було доставлено третій ступінь.
12 вересня на космодром баржею було доставлено перший ступінь і почалися перевірки.
27 жовтня було встановлено перший ступінь.
У листопаді доставка другого ступеня була відкладена на 9 січня 1967 року, а запуск перенесли на квітень.
Перевірка ракети-носія тривала без другого ступеня, замість якого було використано вставку.
28 листопада були встановлено модель корабля для перевірки.
24 грудня на космодром було доставлено корабель.
12 січня 1967 корабель було приєднано до ракети-носія.
21 січня було доставлено другий ступінь. Під час перевірки ступеня було виявлено 22 пошкоджені косинці, які використовували для підтримки горизонтальних ребер каркаса ступеня.
31 січня на космодром було доставлено вставку між першим і другим ступенями.
14 лютого, за тиждень до запланованого приєднання другого ступеня до ракети-носія, було знято космічний корабель і відправлено на перевірку. Після виявлення проблем з електропроводкою керівництво вирішило зупинити повернення корабля на вершину ракети-носія.
У середині лютого було знято відсік приладів і вставку між першим і другим ступенями.
23 лютого було встановлено другий ступінь.
1 березня електрики виявили багато розбіжностей в електропроводці, що зупинило заміну дротів, і спричинило перевірку всієї електропроводки корабля. Упродовж двох тижнів було виявлено 1407 розбіжностей.
У середині липня було закінчено заміну і модифікацію електропроводки корабля.
20 липня до ракети-носія було приєднано корабель.
26 серпня, більш ніж через рік після доставки першого компонента і понад шість місяців після запланованої дати запуску, зібрану ракету-носій вивезли з будівлі збирання.
31 серпня було оголошено, що показовий зворотний відлік почнеться 20 вересня. Внаслідок заміни гідравлічних активаторів двигунів першого ступеня показ було відкладено на 25 вересня.
27 вересня почався випробувальний зворотний відлік запланованою тривалістю 6 діб.
4 жовтня, за 45 хвилин до закінчення зворотного відліку, стався збій в роботі комп'ютера, що відстежував завантаження пального, внаслідок чого з першого ступеня було вилучено 1 900 000 літрів гасу і рідкого кисню.
9 жовтня зворотний випробувальний відлік продовжився з позначки 13 годин до закінчення. Під час відліку відбулися комп'ютерні збої і витік гелію внаслідок несправності регулятора. За 5 годин до закінчення було вирішено зробити перерву на дві доби для відпочинку обслуги.
11 жовтня, після початку відліку, внаслідок збою в роботі повітронагрівача другого ступеня і неможливості швидкої заміни, було скасовано випробування наступної доби.
13 жовтня, після 17 змарнованих діб, випробувальний зворотний відлік було закінчено. Запуск було заплановано на 7 листопада.
6 листопада почався скорочений зворотний відлік тривалістю 56,5 годин. У ракету-носій було завантажено рідкий кисень, рідкий водень і гас.
8 листопада на космодром прибули 43 робітники підприємств-підрядників для огляду корпусів космодрому і шестеро космонавтів для спостереження за запуском.

## Політ
9 листопада 1967 року о 12:00:01 UTC було запущено п'ять рідинних ракетних двигунів першого ступеня. Через 9 секунд, точно в розрахунковий час, ракета-носій відірвалася від стартового майданчика.
Двигуни першого ступеня працювали 153 секунди (на 2,4 секунди більше розрахункового часу) двигуни другого ступеня — 6,1 хв (>4,7 с). Другий ступінь відокремився через 9 хвилин після старту ракети. Через 11 хвилин 16 секунд польоту вимкнулися двигуни третього ступеня. До цього моменту основний блок корабля і S-IVB вийшли на орбіту штучного супутника Землі 184 × 192 км із періодом 88,2 хв з нахилом 32,6° при швидкості 7798,25 м/с.
Після двох обертів навколо Землі знову увімкнулися двигуни 3-го ступеня для імітації траєкторії польоту до Місяця, через 5 хвилин 33 секунд корабель вийшов на еліптичну орбіту з апогеєм 17 346 км над Землею, а через 10 хвилин ступінь S-IVB відокремився від корабля. Була досягнута висота 18 317 км.
При поверненні повторно було ввімкнуто рідинний реактивний двигун службового відсіку і за 90 с до входу в атмосферу було досягнуто швидкості 11 144 м/сек (>62 м/с). Під час входу в атмосферу температура теплового екрана командного відсіку була трохи вищою 2482 °C. Глибина обвуглювання абляційного покриття виявилася меншою розрахункової (0,76—1,27 см замість 1,27—1,9 см). Всередині командного відсіку температура не перевищувала 21 °C.
Після 8 годин 37 хвилин польоту о 20:37 UTC командний відсік приводнився за 1000 км на північний захід від Гавайських островів, за 16 км від запланованого місця. Маса відсіку після посадки становила 4,8 т.
Моряки авіаносця USS Bennington (CV-20) спостерігали за спуском капсули на парашуті. Плавці, доставлені вертольотами, допомогли причепити апарат для доставки на корабель, що тривало дві години.

Знімок Землі з «Аполлона-4»

## Зображення Землі
Автоматична 70-мм плівкова камера, розташована в командному модулі «Аполлона-4», зазнімкувала майже всю поверхню Землі. Протягом 2 год 13 хв наближення до апогею і проходження його загалом було виконано 755 кольорових зображень крізь лівий ілюмінатор пілота, на висотах від 13 510 до 18 092 км. Фотографії не мали достатньо високої роздільної здатності, щоб отримати докладні наукові дані, але вони були цікавими для географічних, картографічних, метеорологічних, океанографічних, геологічних та гідрологічних досліджень.